# Gnathamitermes nigriceps
Gnathamitermes nigriceps är en termitart som först beskrevs av Light 1930.  Gnathamitermes nigriceps ingår i släktet Gnathamitermes och familjen Termitidae. Inga underarter finns listade i Catalogue of Life.